# Lissocidaris
Lissocidaris is een geslacht van zee-egels uit de familie Cidaridae.

## Soorten
- Lissocidaris fusca Mortensen, 1939
- Lissocidaris xanthe Coppard & Van Noordenburg, 2007